# Hamar
Ne doit pas être confondu avec Hamars.
Pour les articles homonymes, voir Hamar (homonymie).
Hamar est une ville et kommune du district Hedmarken dans le comté d'Innland, en Norvège.
La région de Hamar est l'une des principales zones agricoles norvégiennes et compte 85 000 habitants. Elle fut dès l'époque viking un centre de pouvoir important centré autour de la ferme Åker, qui abritait l'assemblée d'Eisivating à Vang.
Hamar est située sur les rives du lac Mjøsa, le plus grand de Norvège, et est la principale ville du comté d'Innland. Elle est bordée au nord-ouest par Ringsaker, au nord par Åmot, à l'est par Løten et au sud par Stange.

## Histoire
Hamar est un port marchand du XIe siècle. La ville devient le siège d'un évêché en 1152, ce qui ouvre la voie à la construction d'une cathédrale, de monastères et d'écoles et assure le rayonnement de la ville pendant quatre siècles. Son évêque catholique Mogens Lauritssøn est défait par une armée danoise et emprisonné au Danemark pendant la Réforme en 1535. Le diocèse de Hamar est alors fusionné avec celui d'Oslo, qui en obtient le siège.
Hamar et sa cathédrale sont incendiées en 1567 par les troupes du roi suédois Éric XIV au cours de la guerre nordique de Sept Ans, anéantissant le centre de pouvoir qu'elle représentait autrefois. Un décret royal de 1587 lui retire son statut de ville, et ses terres sont reprises par la ferme de Storhamar.

### La ville moderne
Une résolution royale de 1848 permet la construction d'une ville de marché sur les terres de la ferme Storhamar au bord de la crique d'Åkervika. La nouvelle Hamar est destinée à servir de centre administratif et économique pour l'Innlandet. Le PS Skibladner y accoste pour la première fois en 1854, et elle retrouve son statut d'évêché en 1864.

## Équipements
Hamar est également connue pour son arène de patinage, le Hall olympique, mieux connu sous le nom de Vikingskipet (« le drakkar ») pour sa forme. Il fut construit pour accueillir la compétition de patinage artistique des Jeux olympiques d'hiver de 1994 organisés dans la ville proche de Lillehammer.
Le centre de Hamar comporte de nombreuses rues piétonnes autour de la bibliothèque, du cinéma et des deux principales places de marché : Stortorget à l'ouest et Østre Torg à l'est.

## Transports
La gare de Hamar est un nœud important des chemins de fer norvégiens avec la jonction de la ligne de Røros et de la ligne de Dovre. La ligne de Dovre est aujourd'hui la ligne principale entre Oslo et Trondheim, tandis que la ligne de Røros est davantage destinée au fret et aux dessertes locales entre Hamar, Røros et Trondheim.
Le musée national des Chemins de fer norvégiens (Norsk Jernbanemuseum) est également situé à Hamar.

## Personnalités
- Katti Anker Møller (1868-1945), activiste en faveur des droits civils
- Kirsten Flagstad (1895-1962), chanteuse d'opéra
- Rolf Jacobsen (1907-1994), poète
- Sigurd Evensmo (1912-1978), auteur
- Rut Brandt (1920-1986), écrivain
- Egil Danielsen (1933-2019), champion olympique du lancer du javelot
- Irene Dalby (1971-), nageuse
- Even Wetten (1982-), patineur de vitesse
- Petter Vaagan Moen (1984-), footballeur
- Yngvild Aspeli (1983-), marionnettiste

## Jumelages
La ville de Hamar est jumelée avec :
- Lund (Suède)
- Viborg (Danemark)
- Porvoo (Finlande)
- Dalvík (Islande)
- Greifswald (Allemagne)
- Fargo (États-Unis)
- Karmiel (Israël)
- Khan Younès (Palestine)

## Galerie

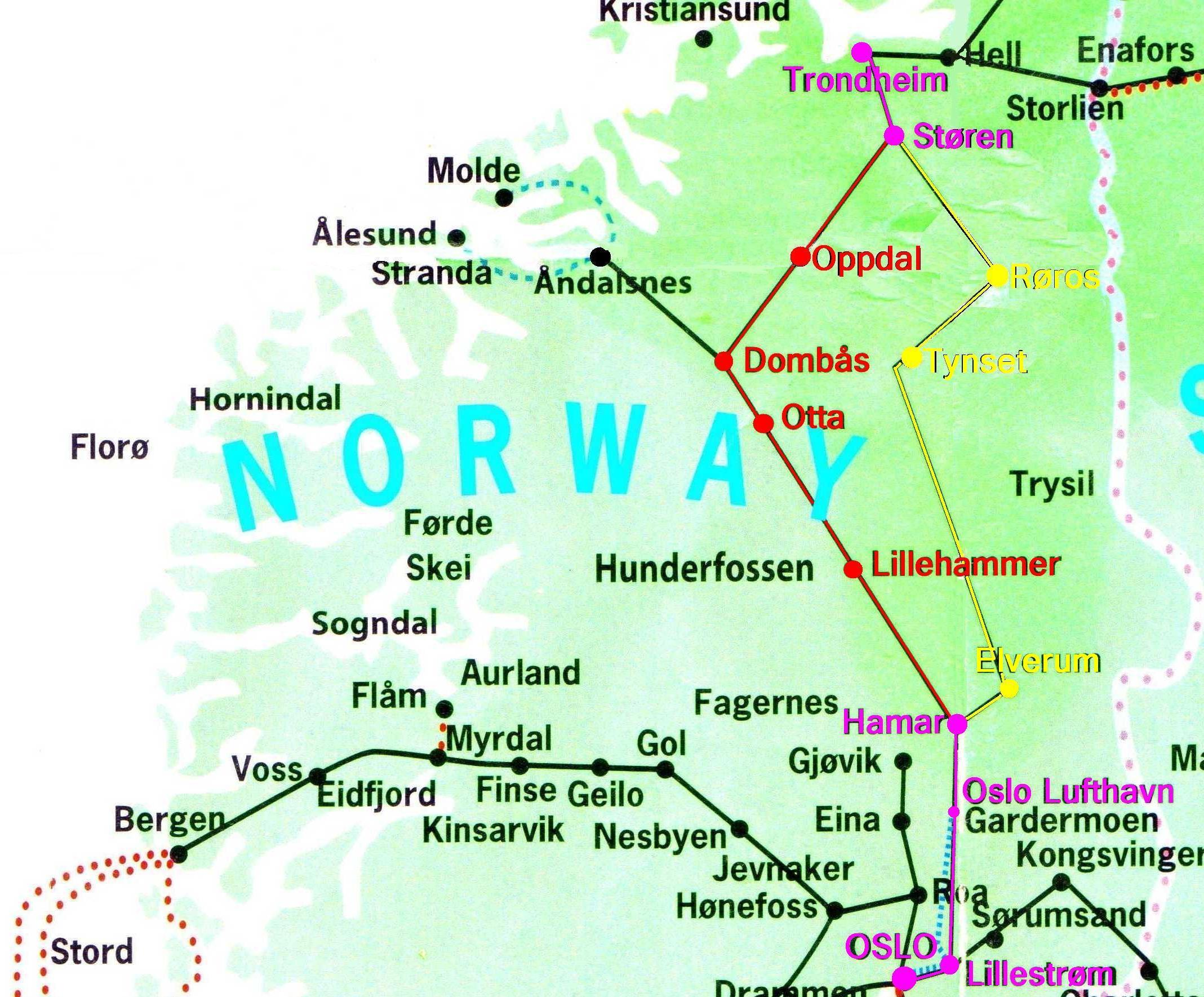
Les deux lignes Oslo-Trondheim se séparant à Hamar.
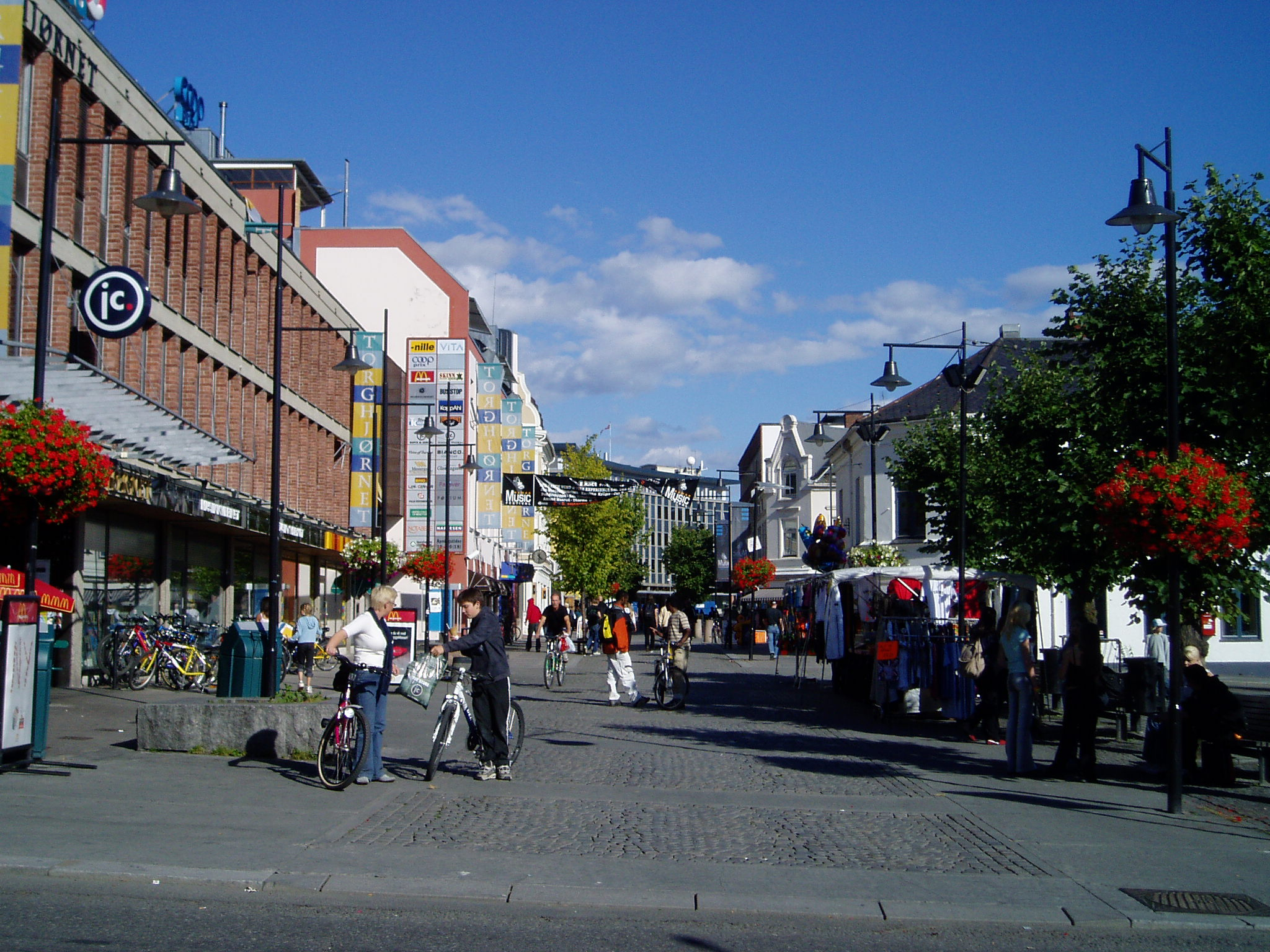
Rue piétonne à Hamar.
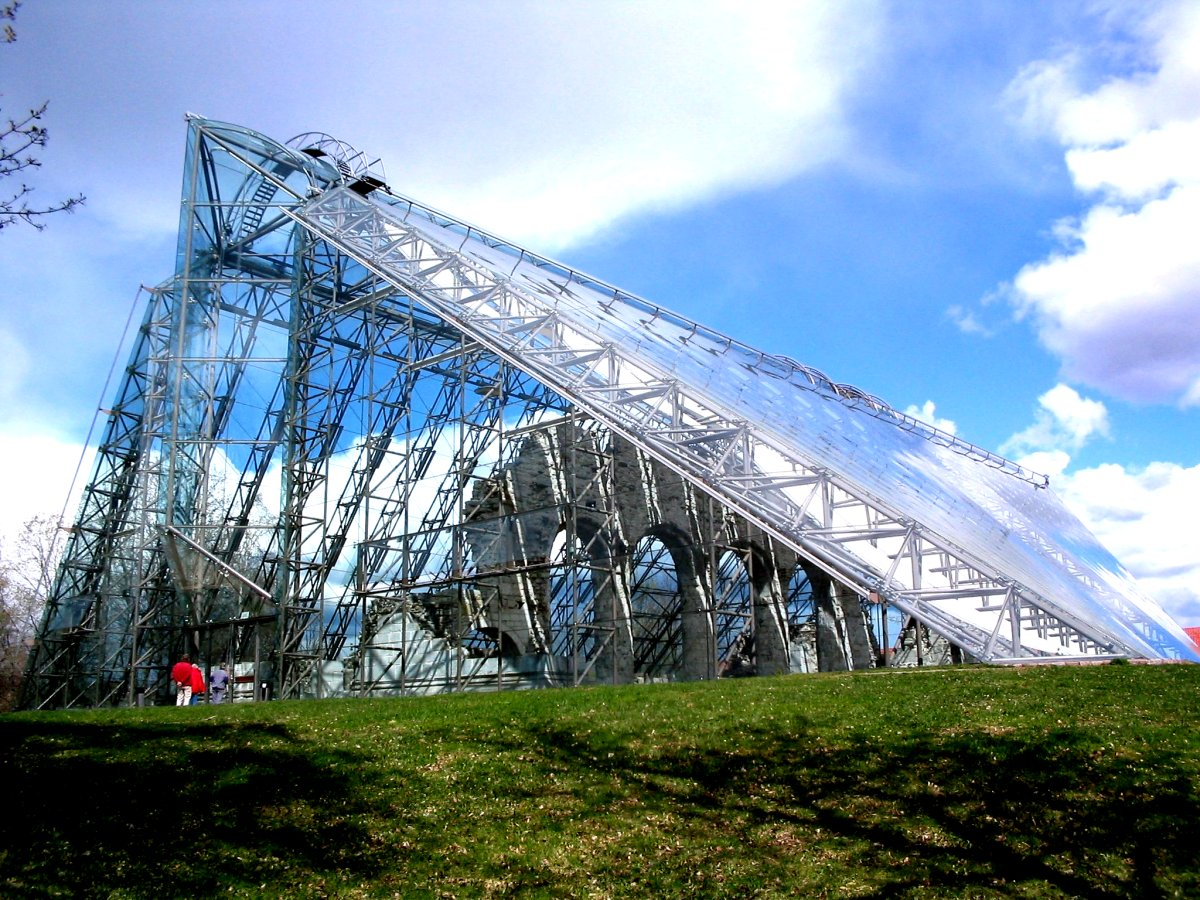
Domkirkeruinene (ruines de la cathédrale).
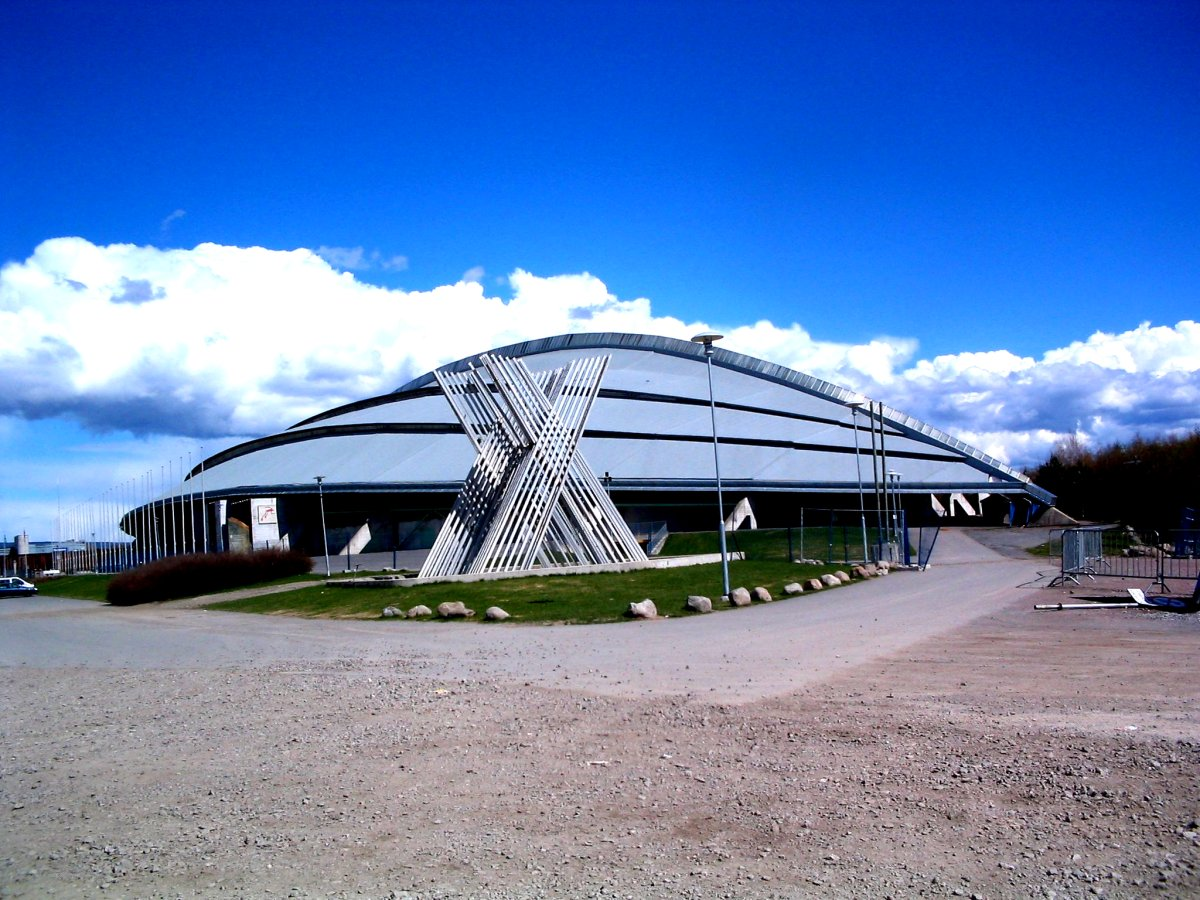
Le stade drakkar.